# Daisy Johnson
Daisy Johnson (geboren 1990 in Paignton) ist eine britische Schriftstellerin.     

## Leben
Daisy Johnson wuchs bei Saffron Walden auf. Sie studierte Englisch und Kreatives Schreiben an der Lancaster University und erhielt einen Master-Abschluss am Somerville College der Universität Oxford. 
Sie schreibt Kurzgeschichten und veröffentlichte 2016 ihren ersten Sammelband. Der Roman Everything Under kam 2018 auf die Shortlist für den Man Booker Prize.

## Politische Einstellungen
Im Oktober 2024 gehörte Johnson zu den Unterzeichnern eines Aufrufs zum Boykott israelischer Kulturinstitutionen, „die an der überwältigenden Unterdrückung der Palästinenser mitschuldig sind oder diese stillschweigend beobachtet haben“.

## Werke (Auswahl)
- Fen. Kurzgeschichten. Jonathan Cape, London 2016.
- Everything Under. Roman. Jonathan Cape, London 2018.

Untertauchen. btb, München 2020, ISBN 978-3-442-71780-4.
- Sisters. Roman. Riverhead, New York 2020, ISBN 978-0-593-18895-8.
- The Hotel. Kurzgeschichten. Jonathan Cape, 2024